# Tchê Barbaridade
Tchê Barbaridade é um conjunto musical da cidade de Porto Alegre, Rio Grande do Sul. Surgido em 1987, é conhecido como um dos criadores da Tchê Music, o novo estilo da banda levou a um conflito com a tradicional música gaúcha.
O Tchê Barbaridade foi um dos únicos grupos tradicionais gaúchos a conseguirem sucesso nacional, onde seus grandes sucessos os levaram a receber inúmeros prêmios, incluindo álbuns de Ouro e Platina.

## Integrantes
Cristiano "Cris" Vargas (voz solo e vocal) 
(integra o grupo desde 2011)
Valtair A. Trêmea "Cavalo" (guitarra e vocal) (integra o grupo pela segunda vez desde 2019, tendo uma primeira entre 1991 e 2012)
Miguel Ramos (contrabaixo, voz solo e vocal) 
(integra o grupo desde 2017)
Vavá Robalo (guitarra, voz solo e vocal) 
(integra o grupo desde 2023)
Thiago Lopes (acordeon) (integra o grupo desde 2023)
Célio Araujo (bateria) (integra o grupo pela segunda vez desde 2019, tendo uma primeira entre 2011 e 2017)

## Biografia
Anos 80
Tudo começa no Bar Baridade, com a união de duas grandes cabeças pensantes, Paulinho Bombassaro (proprietário do bar) e de Marcelo Noms, um jovem cantor e violonista.
Unem-se a eles Marcos Noms, irmão de Marcelo, um jovem gaiteiro, nasceu assim o Tchê Barbaridade.
Começaram a fazer diversas apresentações no Bar, cantando música gaúcha, tradicionalista e nativista, atraindo ainda mais público para o Bar.
Anos depois, com uma formação mais expressiva, trazendo Guitarra, Baixo e Bateria, gravam pela Novatrilha o LP O Tchê Barbaridade é Assim, também conhecido como Bailongo do Mato Grande, o LP ainda não trazia composições quase próprias e sim músicas já conhecidas de festivais e outras como Coisas de Tchê e Tchê, Olha o Ricardão!.
Com isso vieram as primeiras apresentações em Programas de TV, principalmente o Galpão Crioulo, da RBS TV.
Anos 90
O Tchê passa por algumas reformulações na sua formação, Marcelo Noms até sai por um tempo para integrar o Eco do Minuano junto com Marcos Noms, mas logo depois acaba só ele voltando.
Com a Novatrilha lançam o segundo LP chamado Moça Fandangueira já com a nova formação.
A Música título praticamente implacou o LP inteiro, ficando como a primeira música mais conhecida do grupo. Tem destaque também a música Não Sei Dançar.
Alguns anos depois lançam o terceiro LP chamado Ausência, uma milonga romântica que foi uma das músicas mais tocadas na Rádio Liberdade na época e ficando como o segundo maior sucesso do Tchê.
Nesta formação aparecia um jovem João Luiz Corrêa ainda como gaiteiro.
Entre 1994 e 1995 assinam contrato com a Gravadora ACIT, começando ali uma extensa parceria.
Naquele ano lançam o Quarto LP e Primeiro CD, o primeiro em que consolidou mais de um sucesso.
Músicas como Ao Som de Um Gaitaço, A Gaita do Belizário, Gaita, Mulher e Surungo, Apaixonado, a primeira versão de Maria Dançadeira e a milonga Partindo.
Também já carimbavam presença nas primeiras coletâneas da ACIT, como Isto é Gauchada, Tchê!, Canto e Encanto Nativo, Chão Batido, entre outras que viriam ao longo dos anos.
Também marcou o retorno de Marcos Noms como gaiteiro e tecladista.
Em 1996 lançam o Quinto Trabalho, agora em CD, Campeiros & Apaixonados, que também marcava o retorno de João Luiz Corrêa como cantor e gaiteiro.
Também foi o primeiro a ter a presença de Ronaldo Bichara, o Petiço, como gaita-ponto e posteriormente como percussionista.
Viriam sucessos como De à Cavalo, Me Belisque e Me Cutuque, Setembro em Livramento, Bailão da Nega Joana e a segunda regravação da música Ela é Bonita.
1997 marcava os 10 anos de Tchê e com isso um CD Comemorativo chamado 10 Anos - Mais Fandangueiro, trazendo sucessos como Vida de Gaúcho, Bica Que Bica, Bugio Kilha, 1, 2, 3, Yo te Quiero Tanto, Vanerão do Adeus e as regravações de Moça Fandangueira e Ausência.
Tempo depois, João Luiz Corrêa acaba saindo dando sequência a sua Carreira Solo.
Um ano depois é lançado o CD Gaitaço Brasileiro, com destaque para a música O Rio Grande Me Criou, com direito a videoclipe.
Outros sucessos incluem a faixa-titulo Gaitaço Brasileiro, Uma Negrinha Me Esperando e as regravações de Embalo de Vaneira e Vanera e Mulher.
Já era positivamente constante a presença do Tchê Barbaridade a cada apresentação no Galpão Crioulo, aparecendo ano a ano para apresentar seus lançamentos.
Tanto que foram a principal atração do Espaço Gaúcho do Planeta Atlântida naquele ano.
Anos 2000
Eles começam a década lançando um dos seus maiores sucessos, que é uma das músicas mais lembradas até hoje, que já ganhou inúmeras gravações.
É Sábado o Dia, que faz parte do CD O Tchê Chegou!, que também trazia músicas como O Tchê Chegou!, Vai, Vai no Balanço do Tchê, O Índio e o Bugio, Festa na Rua e uma regravação no piano de Ausência.
Em 2001 é gravado o primeiro CD Ao Vivo, intitulado 100% Vanera - Ao Vivo. O CD resgata os maiores sucessos da carreira, incluindo a abertura com o Hino Rio Grandense e também a música Os Ginetes do Brasil, música que já havia sido gravada pelo Marcelo do Tchê no seu CD Solo.
Logo depois eles ganham sua primeira coletânea individual chamada Os 16 Grandes Sucessos do Tchê Barbaridade, com vários sucessos dos primeiros CD'S da ACIT até aquele momento.
Em 2002 é lançado o CD que já definia o Tchê Barbaridade com a identidade da Tchê Music, O Tchê é 10!, lançando vários sucessos como Me Chama no Fole, Bate o Pé no Vanerão, A Minha Neguinha Ninguém Bica, Minha Nega, além de novas versões das músicas Xixo da Claudete 2 e A Força de Uma Gaita, que havia sido gravada no CD Solo do Marcelo do Tchê anos antes.
2003 já trazia novidades ao Tchê, uma participação em um DVD Ao Vivo, um novo integrante e um CD a caminho.
Eles participaram do primeiro Festchê, gravado ao vivo no antigo Teresópolis Tênis Clube em Porto Alegre, cantando as músicas Os Ginetes do Brasil e É Sábado o Dia.
Zé Leandro entra como o novo cantor e com essa formação lançam o CD Lá Vem o Tchê!, implacando vários sucessos como a faixa-titulo do CD e as músicas Dia do Gaúcho, Vanera do Povão, Nas Flores do Jardim, Pancada de Vanera, uma regravação de Bailongo do Mato Grande e uma versão em vanera de Você Virou Saudade.
2004 faz com que eles repitam a dose participando do segundo Festchê, ao vivo no consagrado Clube Farrapos em  Porto Alegre, cantando os sucessos Lá Vem o Tchê! e Dia do Gaúcho.
Também lançam o CD Na Palma da Mão, trazendo sucessos como a faixa-titúlo e também as músicas Sabadão, Mania de Dançar, Eu Sou Gaúcho, Fusca do Tchê, uma nova versão para Eu Perdi e também uma versão do Tchê para O Que Tiver Que Vir Virá.
2005 trouxe para o Tchê mais algumas coletâneas, a primeira Tchê Amo trazia as músicas mais românticas de sucesso até aquele momento, e também lançam Série Duplo Pra Você, com as músicas dos primeiros 2 CD'S gravados na ACIT.
Eles fizeram questão de inovar no ano seguinte, gravando seu primeiro DVD Ao Vivo em Porto Alegre, no Anfiteatro Pôr do Sol, que começou na metade da tarde até a noite reunindo milhares de fãs e público, além de participações especiais como Karametade e Enzo & Rodrigo.
Foi dirigido por Edson Erdmann, famoso diretor de uma fase do Domingão do Faustão, contava com depoimentos dos integrantes, momentos descontraídos em vários trechos antes e após o DVD.
O DVD destaca os maiores sucessos da carreira, ali já completavam 18 anos de carreira, e contava com músicos de apoio como alguns integrantes da Super Banda Choppão, músicos do Tablado Andaluz e das irmãs Simone e Tatiana Marcello.
Em 2007 eles elevam sua música a nível nacional lançando o CD Regional Brasileiro, com músicas inéditas, regravações de sucessos próprios e versões de músicas conhecidas como Você Não Vale Nada, Pagina Virada, A Lua e a Noite e Preciso Ser Amado.
Entre as inéditas, a carro-chefe Bate Coração, Rebola Bumbum e uma nova versão de Me Belisque e Me Cutuque.
No ano seguinte, eles passam a integrar o casting da USA Discos e lançam o DVD Tchê Mania, gravado ao vivo em Cidreira/RS.
O DVD já trazia novidades, sucessos, músicas inéditas e a entrada de Carmen Dubben, como a nova cantora do Tchê, após sua participação em Você Não Vale Nada ter feito muito sucesso.
Entre as músicas inéditas, várias se destacaram sendo gravações de Canalha Eu Sou, Risca Faca, Liguei Pra Dizer Que Te Amo, I Love You Baby, Loco Loco Loco e uma nova versão ao vivo de Choram as Rosas.
A versão em CD trouxe algumas faixas bônus, tendo destaque a música Agora é Tarde.
O DVD trazia muito material de Making-of, e participações da Banda Portal da Serra, da Banda Vanera, da Banda Flor da Serra e de novamente contar com Simone e Tatiana Marcello como vocais de apoio.
Em 2009 eles retornam a ACIT e lançam o CD Cante e Dance, trazendo sucessos como a faixa-titúlo, Você Vai Ver, O Céu e o Limite, além de versões do Tchê para Flores, Trancaço e Aviãozinho.
Anos 2010
Em 2010 é anunciada a entrada de Joel Carlo como novo cantor, com passagens por bandas como Super Produção e Champion.
No mesmo ano gravam o décimo sétimo trabalho chamado Desistir Nunca, Render-Se Jamais, com músicas inéditas, algumas regravações de canções conhecidas do público e participações especiais.
Destacaram-se as músicas Tô Solteiro, Tô de Graça, Amor de Conveniência e uma versão do Tchê para uma canção que já vinha fazendo muito sucesso, Você Me Tira do Ar, na voz de Joel Carlo.
Houve as participações do cantor Vanderlei Rodrigo na música Nosso Amor Terminou e da dupla Jeann & Júlio na música Será Que Me Esqueceu.
Com essa formação participaram de uma Edição Especial do Festchê que ocorreu no dia 10 de Outubro de 2010, nos Pavilhões da Festa da Uva, em Caxias do Sul/RS.
Em 2011 o grupo retorna as suas raízes mais fandangueiras lançando o CD 100% Gaúcho.
Com isso, uma reformulação no seu elenco, com a entrada de Célio Araújo na bateria e de Cristiano Vargas, o Cris, como novo cantor, que teve grande repercussão integrando o Balanço do Tchê.
O CD traz releituras de grandes clássicos da música gaúcha e fandangueira, entre elas Tchê Loco, de Rui Biriva, Lembrança do Passado, de Gildo de Freitas, Vanerinha do Amor, do grupo Os Mirins, entre muitas outras.
Tempo depois é lançado o CD Baile do Tchê mostrando a força do Tchê com músicas inéditas e algumas regravações.
Entre os sucessos as músicas Bombacha Preta, Vanerero, Aquele Cavalo e Quebrando a Cabeça, com a participação de Bonde do Forró.
E também as novas versões das músicas Tem Tudo Pra Dar Certo e Tô Solteiro, Tô de Graça.
Também houve a entrada de Marcelo Freitas como novo guitarrista.
Em 2012 o Tchê grava seu terceiro DVD chamado 100% Gaúcho, gravado no UCS Teatro, em Caxias do Sul/RS.
Eram versões ao vivo do CD de 2011, incluindo músicas inéditas e faixas-bônus.
Entre as músicas inéditas que diferenciam do CD estavam Canto Alegretense, do grupo Os Fagundes e a introdução do Hino Rio-Grandense, que já era uma marca registrada dos trabalhos ao vivo do Tchê e as aberturas dos shows.
Entre as faixas-bônus estavam incluídas 3 versões ao vivo de músicas de sucesso do CD anterior, Bombacha Preta, Aquele Cavalo e Vanerero, respectivamente.
O grupo passa por uma nova reformulação nesse meio tempo, Paulo Feijó , então baixista, agora integra como cantor solo, com isso a entrada de Giovani Fraga como novo contrabaixista.
O grupo também recebe um primeiro músico de apoio, o percussionista Ariél Lopez, que participou do DVD.
Com a boa repercussão do primeiro 100% Gaúcho e do DVD Ao Vivo, no ano seguinte é lançado o Volume 2, trazendo algumas regravações e músicas inéditas que viriam a fazer sucesso em 2013.
Entre as músicas inéditas, sucessos como Até Onde os Pila Der, Ô Gaiteiro e Ele Veio do Sul.
Também as regravações das músicas Eu Sou Gaúcho, Ginete dos Ginetes e Uma Negrinha Me Esperando.
Houve também versões do Tchê para Parabéns e Bugio da Serra, música que já havia sido gravada por Marcelo do Tchê, sendo um grande sucesso do grupo Os Mirins.
Também foram presença constante participando do Festchê V, gravado ao vivo nos Pavilhões da Festa da Uva em Caxias do Sul/RS.
Cantaram as músicas Vanerero e Eu Sou Gaúcho.
O ano de 2013 foi o último a contar com a participação de Marcelo do Tchê em sua formação, como cantor e fundador, que já na sequência daria o pontapé inicial em um novo projeto com Edson Machado, gaiteiro que também integrou o Tchê, formando a dupla Machado & Marcelo do Tchê.
Nesse meio tempo outras mudanças ocorreram, Paulo Feijó, cantor e baixista, segue sua carreira solo e Rafynha Muti é anunciado como novo guitarrista.
Em 2014 algumas músicas que viriam a ser sucesso naquele ano também ganharam versões ao vivo no Quarto DVD e CD Ao Vivo gravado em Bento Gonçalves/RS.
Sucessos como Melodia do Povo, Braço de Ouro, O Jeito do Gauchão e Senhor Juiz.
E também novas versões ao vivo de Esquecer Você, Fica Comigo e Yo te Quiero Tanto.
Em 2016 gravaram uma segunda edição do 100% Vanera agora gravado Ao Vivo no Taim, com algumas músicas do CD anterior, músicas inéditas e grandes sucessos.
Durante esse tempo houve a entrada de Paulinho Vargas como novo guitarrista e cantor e também do músico de apoio Venâncio Costa como percussionista.
Destacaram-se as músicas O Jeito do Gauchão, Pancada do Tchê, Mais Uma Fandangueira, Fundão de Tapera, A Filha da Laudelina, Gaiteiro Não é Hora de Parar, Vanera Perfeita e Não Afrouxo Nem Por Nada.
Entre os grandes sucessos, novas versões ao vivo de Bica Que Bica, De à Cavalo, Eu Perdi, Quebrando a Cabeça, Agora é Tarde, Flores, Eu Não Vou Partir, Tem Tudo Pra Dar Certo e Vanerão do Adeus.
2017 trouxe uma grande novidade no Tchê, o retorno do cantor Lorenzo Enzo Munari, que integrou o grupo de 1998 a 2001 e a entrada do baixista e cantor Miguel Ramos, com esta formação foi lançado o CD O Gauchão Voltou! com 10 músicas.
Entre os sucessos a faixa-titulo e também as músicas Livramento e Rivera, Mulher e Cachaça, A Minha Bombacha e Bailinho Gostoso.
Também novas versões do Tchê para Senhor Juiz e Vanera Perfeita.

## Discografia[3]
Álbuns de Estúdio
1989 - O Tchê Barbaridade é Assim  (Nova Trilha)
1991 - Moça Fandangueira  (Nova Trilha)
1993 - Ausência  (Nova Trilha)
1995 - Vol. 4 - Ao Som de Um Gaitaço  (ACIT)
1996 - Campeiros & Apaixonados  (ACIT)
1997 - 10 Anos - Mais Fandangueiro  (ACIT)
1998 - Gaitaço Brasileiro  (ACIT)
2000 - O Tchê Chegou! (ACIT)
2002 - O Tchê é 10! (ACIT)
2003 - Lá Vem o Tchê! (ACIT)
2004 - Na Palma da Mão (ACIT)
2007 - Regional Brasileiro (ACIT)
2009 - Cante e Dance (ACIT)
2010 - Volume 17 - Desistir Nunca, Render-Se Jamais (ACIT)
2011 - 100% Gaúcho (ACIT)
2012 - Baile do Tchê (ACIT)
2013 - 100% Gaúcho - Vol. 2 (ACIT)
2017 - O Gauchão Voltou (Independente)
2018 - Setembro (Independente)
2019 - Festa do Tchê (Independente)
CD'S e DVD'S Ao Vivo
2001 - 100% Vanera Ao Vivo (ACIT)
2006 - Ao Vivo em Porto Alegre (ACIT) (CD e DVD)
2008 - Tchê Mania - Ao Vivo (USA Discos) (CD e DVD)
2012 - 100% Gaúcho - Ao Vivo (ACIT) (DVD)
2014 - Ao Vivo em Bento (ACIT) (CD e DVD)
2016 - 100% Vanera Ao Vivo no Taim (Independente)
2022 - O Tchê Chegou na Vacaria - Ao Vivo (Independente)
2023 - 35 Anos - Ao Vivo (Independente)
Coletâneas
2001 - Os 16 Grandes Sucessos do Tchê Barbaridade (ACIT)
2005 - Tchê Amo - As Mais Românticas do Tchê Barbaridade (ACIT)
2005 - Série Duplo Pra Você (ACIT)
2017 - Tbt 30 Anos (Independente)
2021 - Top 16 - Só as Melhores (Independente)

## Prêmios e indicações

### Prêmio Açorianos
| Ano  | Categoria                | Indicação               | Resultado |
| ---- | ------------------------ | ----------------------- | --------- |
| 2002 | Grupo de Música Regional | Tchê Barbaridade        | Indicado  |
| 2006 | Melhor DVD               | Ao Vivo em Porto Alegre | Indicado  |
| 2011 | Disco de Música Regional | 100% Gaúcho             | Indicado  |

- Disco de Ouro - Tchê Barbaridade 100% Vanera Ao vVvo[2]
- Disco de Ouro - Tchê Music ZH
- Disco de Ouro - Tchê Barbaridade - Na Palma da Mão